# Antonella Mularoni
Antonella Mularoni (n. San Marino, 27 de septiembre de 1961) es una política y magistrada sanmarinense.
Comenzó en el Partido Demócrata Cristiano Sanmarinense hasta que entró en la Alianza Popular Demócrata de San Marino siendo entre 1993 y 2008 la presidenta del partido, fue entre 1986 y 1987 la Secretaria de Estado de Hacienda y Presupuestos, en 1990 fue miembro del Consejo de Europa y entre 2008 y 2012 fue la Secretaria de Estado para Asuntos Exteriores y Política, hasta el 1 de abril de 2013 que fue elegida como Capitán Regente de San Marino.

## Biografía
Nacida en la capital de San Marino en el año 1961.
En el año 1980 se trasladó ala ciudad italiana de Bolonia, comenzado allí sus estudios universitarios en la Escuela de Intérpretes y Traductores graduándose en 1983 como traductora certificada con los idiomas de inglés y alemán, en el mismo año empezó a estudiar en la Universidad de Bolonia, licenciándose en Derecho en el año 1986, un año más tarde en el 1987 comenzó a trabajar como abogada y notaria en una oficina de su ciudad natal.
En el mundo de la político entró pasando a formar parte del Partido Demócrata Cristiano Sanmarinense, ocupando su primer cargo como miembro en la Sección de Jóvenes y posteriormente en el Comité Central del país, donde luchó para la legislación de la igualdad de oportunidades y las políticas sobre la familia. También pasó a ser miembro del Consejo Grande y General de San Marino, consiguiendo que se aprobase la nueva ley de la familia.
A partir del mes de julio de 1986 se convirtió en la Secretaria e Estado de Hacienda, Presupuestos y Planificación Económica hasta julio de 1987, en ese mismo año fue Directora de la Oficina de Relaciones con la comunidad de Residentes Fuera de San Marino hasta 1990 que se trasladó a Francia para representar a San Marino en el Consejo de Europa de la ciudad de Estrasburgo, en el 1993 fue elegida por el Consejo Grande y General de San Marino para ser juez de la Corte Europea del Tribunal Europeo de Derechos Humanos hasta el año 2001.
En el año 1992 dejó su anterior partido político debido a que fue una de los fundadores del nuevo partido Alianza Popular Demócrata de San Marino convirtiéndose en su presidenta en 1993 hasta el día 4 de diciembre de 2008 que fue la Secretaria de Estado de Asuntos Exteriores y Políticos hasta el 5 de diciembre del 2012.
Tras las Elecciones Generales celebradas el día 11 de noviembre de 2012, se presentó como candidata por Alianza Popular Demócrata de San Marino donde logró mayoría absoluta y a partir del 1 de abril del año 2013 pasó a ser la nueva Capitán Regente de San Marino junto a Denis Amici y sucediendo en el cargo a los políticos Teodoro Lonfernini y Denise Bronzetti.